# Danza de guerra de la comadreja
La danza de guerra de la comadreja es un término coloquial para un comportamiento de los hurones y comadrejas emocionados. En los animales silvestres, se especula que este baile se utiliza para confundir o desorientar a la presa. En animales domésticos, la danza de guerra por lo general sigue el juego o la captura con éxito de un juguete o un objeto robado. Consiste en una serie frenética de saltos hacia los lados y hacia atrás, acompañado a menudo por una espalda arqueada, silbidos, y una cola muy erizada. Los hurones son notoriamente torpes durante su baile y con frecuencia chocan o caen sobre objetos y muebles. Aunque la danza de guerra de la comadreja puede hacer que un hurón parezca asustado o enojado, están a menudo solo emocionados y normalmente son inofensivos para los humanos. Este término es análogo a Binking en conejos y popcorning en cobayos. 
Las comadrejas suelen saltar, no es un dato tan interesante, pero les ayuda en esta danza, cuando saltan este movimiento es llamado "Salto de la Comadreja" siendo un movimiento interesante para este animal.
El término fue popularizado por (entre otros) Scott Adams en la tira cómica Dilbert.